# 蔡景歴
蔡景歴（さい けいれき、519年 - 578年）は、南朝梁から陳にかけての官僚・文人。字は茂世。本貫は済陽郡考城県。

## 経歴
梁の軽車岳陽王記室参軍の蔡大同の子として生まれた。貧家に生まれて学問を好み、文通をよくし、草書や隷書を得意とした。はじめ諸王の府佐をつとめ、海陽県令として出向し、有能なことで知られた。
侯景の乱が起こり、梁の簡文帝が侯景に捕らえられると、景歴は南康嗣王蕭会理と謀って、簡文帝を連れて出奔しようと計画したが、事が漏れて捕らえられた。王偉の保護を受けて釈放され、京口で居候した。
侯景の乱が平定されると、陳霸先（後の陳の武帝）が朱方に駐屯しており、景歴の名を聞き知っていたことから、景歴に手紙をしたためた。これに対する景歴の返書の文章がすばらしいものであったため、陳霸先は喜んで、その日のうちに景歴を征北府中記室参軍に任じ、そのまま記室を兼ねさせた。
衡陽献王陳昌が呉興郡太守となると、陳昌は年少だったことから、陳霸先は景歴を派遣して補佐させた。承聖年間、景歴は通直散騎侍郎の位を受け、陳霸先のもとに召還されて府の記室を管掌した。天成元年（555年）、陳霸先が王僧弁を討つことを計画すると、景歴は檄文の起草を命じられた。王僧弁が殺害され、陳霸先が輔政の任にあたると、景歴は従事中郎に任じられた。同年（紹泰元年）、景歴は給事黄門侍郎に転じ、相府記室を兼ねた。
永定元年（557年）、陳が建国されると、景歴は秘書監・中書通事舎人に転じ、詔誥を管掌した。永定2年（558年）、妻の弟の劉淹が周宝安の馬を欺し取った事件に連座し、御史中丞の沈炯の弾劾を受けて、中書侍郎に降格された。
永定3年（559年）6月に武帝が崩御した時、陳は北斉の圧力にさらされており、陳霸先の甥の臨川王陳蒨が南皖に駐屯していたほか、重臣たちは建康の朝廷から出払っていた。景歴は江大権や杜稜らと議論して、陳霸先の死を秘密にして喪を発せず、臨川王陳蒨を呼び出した。景歴は宦官や宮中の人々とともにひそかに通夜を営んだ。斤斧の音が外に漏れるのを恐れ、蝋で秘器を作って音が漏れないようにした。文書や詔誥も陳霸先の生前のように発行しつづけた。陳蒨（文帝）が即位すると、景歴は再び秘書監となった。文帝擁立の功績により、新豊県子に封じられ、散騎常侍の位を受けた。文帝が侯安都を処断するにあたって、景歴は帝の決断を後押しした。天嘉3年（562年）、功績により太子左衛率に転じ、爵位は侯に進んだ。天嘉6年（565年）、妻の兄の劉洽が景歴の権勢を頼みにして非行を重ね、さらに欧陽武威から絹100匹を受け取った事件に連座して、景歴は免官された。
天康元年（566年）、廃帝が即位すると、景歴は鎮東鄱陽王諮議参軍として再起し、太舟卿を兼ねた。光大元年（567年）、華皎が湘州で反乱を起こすと、景歴は武勝将軍の号を受け、呉明徹の軍司をつとめた。華皎の乱が平定されると、景歴は軍中の事件に連座して収監された。長らくを経て赦令を受け、また鎮東鄱陽王諮議参軍として再起した。
太建元年（569年）、宣帝が即位すると、景歴は宣恵豫章王長史に転じ、会稽郡太守を兼ね、東揚州の事務を代行した。任期を満了すると、戎昭将軍・宣毅長沙王長史・尋陽郡太守に転じ、江州の事務を代行することとされたが、病を理由に辞退し、赴任しなかった。入朝して通直散騎常侍・中書通事舎人となり、詔誥を管掌した。太子左衛率に転じた。
太建9年（577年）、都督の呉明徹が北伐し、北周の梁士彦を呂梁で撃破して、彭城に進軍しようとしていた。このとき宣帝は河南経略の意気に燃えていたが、景歴はこれを諫めたため、宣帝の怒りを買って、宣遠将軍・豫章郡内史に左遷された。さらに汚職を糾弾されて官爵を剥奪され、身柄を会稽に移された。
太建10年（578年）、呉明徹が敗れると、宣帝は景歴の前言を思い出して、その日のうちに建康に呼び戻し、征南鄱陽王諮議参軍として復帰させた。数日後には景歴は員外散騎常侍・兼御史中丞となり、新豊県侯の爵位を回復し、入朝して度支尚書を代行した。この年のうちに、病のため在官のまま死去した。享年は60。太常卿の位を追贈された。諡は敬といった。
太建13年（581年）、改葬され、中領軍の位を重ねて贈られた。禎明2年（588年）、侍中・中撫将軍の位を重ねて贈られ、諡は忠敬と改められた。文集30巻があった。
子に蔡徴があった。

## 伝記資料
- 『陳書』巻16 列伝第10
- 『南史』巻68 列伝第58